# Jurij Schljachow
Jurij Wiktorowytsch Schljachow (ukrainisch Юрій Вікторович Шляхов, * 27. Mai 1983 in Dnipropetrowsk; † 23. Juli 2019) war ein ukrainischer Wasserspringer. Er startete im Kunstspringen vom 1-m- und 3-m-Brett sowie im 3-m-Synchronspringen. Schljachow nahm an zwei Olympischen Spielen teil und gewann eine Medaille bei Europameisterschaften.
Er bestritt seine ersten internationalen Titelkämpfe bei der Europameisterschaft 2002 in Berlin, wo er vom 1-m- und 3-m-Brett jeweils das Finale erreichte und Fünfter wurde. Bei der folgenden Europameisterschaft 2004 in Madrid wurde er vom 3-m-Brett Sechster und gewann im 3-m-Synchronspringen mit Dmytro Lyssenko seine einzige Medaille bei internationalen Titelkämpfen. Schljachow startete in Athen erstmals bei den Olympischen Spielen, schied dort jedoch als 26. vom 3-m-Brett nach dem Vorkampf aus. In Melbourne nahm Schljachow im Jahr 2007 an seiner einzigen Weltmeisterschaft teil und belegte dort vom 1-m-Brett im Vorkampf Rang 14. Bei der Europameisterschaft 2008 in Eindhoven verpasste er als Vierter vom 1-m-Brett eine Medaille nur knapp. Schljachow bestritt in Peking seine zweiten Olympischen Spiele, verpasste als 23. des Vorkampfs aber erneut den Einzug ins Halbfinale. Er bestritt bei der Europameisterschaft 2010 in Budapest seine letzte internationale Meisterschaft und wurde abschließend vom 1-m-Brett im Finale Siebter. Im Anschluss beendete er seine aktive Karriere.
Bei der Sommer-Universiade konnte Schljachow zweimal vom 1-m-Brett die Bronzemedaille gewinnen.